# 布鲁姆分类学

布卢姆分类法在認知範疇的分類。(Anderson & Krathwohl, 2001)

布盧姆分類學（英語：Bloom's taxonomy）是美國教育心理學家本杰明·布鲁姆於1956年在芝加哥大學所提出的分類法，把教育者的教學目標分類，以便更有效的達成各個目標。根據布盧姆的理論析，知識可以分成以下三個範疇：
1. 態度範疇（英語：Affective Domain）
2. 技巧範疇（英語：Psychomotor Domain）及
3. 認知範疇（英語：Cognitive Domain）

每一範疇對應於學習的不同層次，而較高層次對應學科內較複雜的內容，亦距離對該學科的通達（Mastery，臺灣譯作「精熟」）的距離亦較接近。布盧姆分類學的最終目標，是要鼓勵教學者對教學的三個範疇都要有所聚焦，以達至整全（holistic）的教育。

## 態度範疇
「態度範疇」描述人們在情感方面的反應方式、以及他們感受其他生物的苦痛與快樂的能力。態度方面的目標通常針對於態度、情感及感受方面的覺醒與成長。
態度範疇內的過程從低至高可分為五個層次：
- 接受（Receiving）：是態度範疇內最低層次的過程，學生是被動的要求專注。若連這一層次也不能達到的話，可以說根本毫無學習可言。
- 反應（Responding）：在這層次，學生不單只對於刺激作出反應，更可主動參與學習過程。
- 評價（Valuing）：學生可對一件物件、一個現象或一份信息給予評價。
- 組織（Organizing）：學生把不同的價值、信息及意念擺在一起，並利用他們本身的schema來將他們容納在一起。比較、關聯和引申所學過的內容。
- 内化（Characterizing）：學生已將所學視為一種本能。

## 技巧範疇
「技巧範疇」描述人們在真實的使用一件工具或儀器，例如搥子的能力。技巧範疇的目的通常專注於改變及行為與技巧的開發。
布盧姆及他的同工並未有就此範疇提出過細目，但此後有不少教育家都嘗試提出他們認為技巧範疇應有的細目。

## 認知範疇
認知範疇包括以下六種：
- 记忆
- 理解
- 应用
- 分析
- 評鑑
- 創造

### 记忆 (Remember)
记忆指的是對於數據或信息的回憶。例如：
- 牢記政策
- 從記憶裡向客人報價
- 習得安全守則

關鍵詞：
- 定義：defines
- 描述：describes
- 確認：identifies
- 明白：knows
- 分類：labels
- 表列：lists
- 配對：matches
- 命名：names
- 概述：outlines
- 回憶：recalls
- 辨識：recognizes
- 重覆：reproduces
- 選取：selects
- 描述：states

### 理解 (Comprehension)
表现出理解的事实和思想，组织，比较，翻译，解释，提供描述，并阐明的主要观点
翻译
解释
外推法
比如这样的问题：吃苹果与桔子比较健康的好处。

### 应用 (Application)
使用新的知识。在新形势下，以不同的方式运用所学到的知识、事实、技术和规则解决问题。
比如这样的问题：哪种苹果是最合适的烤馅饼的一种，为什么？

### 分析 (Analysis)
检查并分析动机或原因，后分解信息分成几部分。进行推论，并找到证据支持的概括
元素分析
关系分析
组织原则分析
比如这样的问题：列出与苹果制成的食品四个方面的服务，并说明哪些有最佳的健康的益处。然后提供参考资料，以支持你的陈述。

### 评价 (Evaluation)
评价（使用标准、理论或过程来评价价值）：评价，表明，证明，评定，测试，判断，等级，测量，鉴定，挑选，检查，辩护，确定，支持，维护，批评，评论，衡量，评估，选择，比较，对比，决定，估计，等级，比率，修改，评分，协调，辩论，演绎，归纳，推荐，监测，得出结论，区分，解释（为什么），解释，关系，总结问题，挑战，提倡，说服

### 創造 (Create)
創造出新的或是原創的成果: 設計、組合、組織與結構、推理或推測、發展、制定、創作、調查出新的知識或是訊息

## 參看
- 教育心理學
- 教育技術
- 掌握学习
- 體育
- 大卫·克拉斯沃尔